# Rafael Picciani

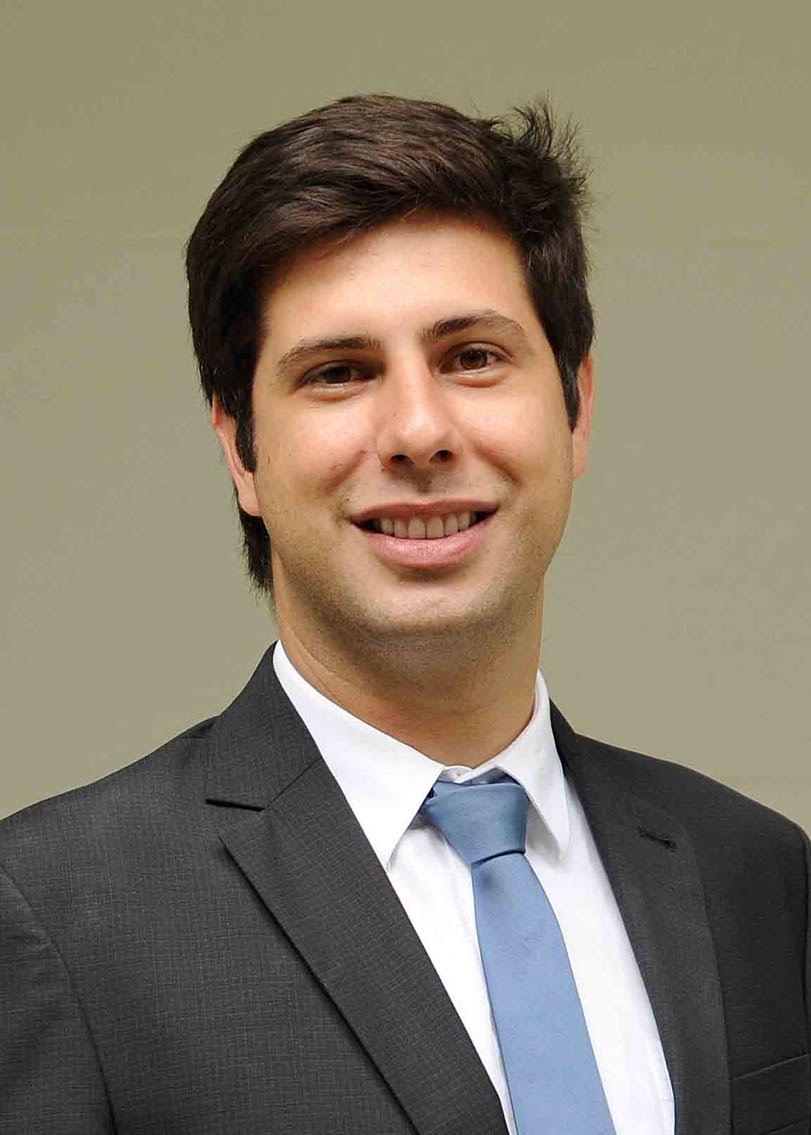
Rafael Picciani em 2016 pelo fotógrafo Rogério Reis.

Rafael Carneiro Monteiro Picciani (Rio de Janeiro, 4 de fevereiro de 1986) é um político brasileiro, filiado ao MDB.
Picciani foi eleito deputado estadual no Rio de Janeiro pela primeira vez em 2010, com 96.034 votos, aos 24 anos, foi o mais jovem presidente da Comissão de Constituição e Justiça da Assembleia Legislativa do Rio (CCJ). Ele foi reeleito para o segundo mandato em 2014, com 63.073 votos para o mandato 2015–2019.
Em abril de 2015, em polêmica votação, foi um dos parlamentares a votar a favor da nomeação de Domingos Brazão para o Tribunal de Contas do Estado do Rio de Janeiro, nomeação esta muito criticada na época.
Assumiu em seguida a Secretaria de Coordenação de Governo da Prefeitura do Rio (Segov).

## Vida pessoal
É casado com a veterinária mineira Maria Isabel Borges Picciani, com quem tem três filhos: os gêmeos João Guilherme e José Eduardo, e a caçula Maria. É filho do ex-deputado estadual Jorge Picciani com a professora Márcia Picciani, e irmão do deputado federal Leonardo Picciani.